# Argentina en los Juegos Suramericanos
Argentina ha sido una de las naciones que ha participado en los Juegos Suramericanos de manera ininterrumpida desde la primera edición que se realizó en Bolivia en 1978. Argentina siempre ha mantenido el liderato de los juegos con la excepción de la séptima edición de los juegos, fecha en la que fue superado por Brasil y Venezuela y la novena edición, en la que terminó en la cuarta posición.
El país está representado ante los Juegos Suramericanos por el Comité Olímpico Argentino y fue dos veces sede del evento en la segunda y octava edición del evento deportivo. En 1982 y 2006 respectivamente.
Argentina lidera el medallero historio olímpico con 2044 medallas.

## Delegación
Para los IX Juegos Suramericanos Medellín 2010, Argentina contó con una delegación de 563 deportistas acreditados, solo ha sido superado por Brasil y Colombia en los juegos. De esta manera Argentina superó los 450 deportistas que representaron al país en Buenos Aires 2006.
     Ganador
     Segundo puesto
     Tercer puesto
     Cuarto o quinto puesto (Top 5)
     Último puesto
| Año  | País                 | Sede              | Posición | Oro | Plata | Bronce | Total |
| ---- | -------------------- | ----------------- | -------- | --- | ----- | ------ | ----- |
| 1978 | Bandera de Bolivia   | La Paz            | 1/8      | 91  | 53    | 45     | 189   |
| 1982 | Bandera de Argentina | Rosario           | 1/10     | 114 | 92    | 66     | 272   |
| 1986 | Bandera de Chile     | Santiago de Chile | 1/10     | 80  | 44    | 45     | 169   |
| 1990 | Bandera de Perú      | Lima              | 1/10     | 68  | 73    | 46     | 187   |
| 1994 |                      | Valencia          | 1/14     | 105 | 61    | 52     | 218   |
| 1998 | Bandera de Ecuador   | Cuenca            | 1/14     | 101 | 60    | 74     | 235   |
| 2002 | Bandera de Brasil    | Brasil            | 3/14     | 76  | 89    | 80     | 245   |
| 2006 | Bandera de Argentina | Buenos Aires      | 1/15     | 107 | 96    | 89     | 292   |
| 2010 | Bandera de Colombia  | Medellín          | 4/15     | 57  | 73    | 107    | 237   |
| 2014 | Bandera de Chile     | Santiago de Chile | 4/14     | 46  | 57    | 56     | 159   |
| 2018 | Bandera de Bolivia   | Cochabamba        | 4/14     | 42  | 60    | 63     | 165   |
| 2022 | Bandera de Paraguay  | Asunción          | 3/14     | 58  | 65    | 74     | 197   |

## Desempeño
Argentina ha ocupado su mejor posición de primer lugar en siete de las nueve ediciones de los juegos. En los juegos de Buenos Aires 2006, cuando Argentina fue sede, obtuvo el mayor número de medallas en la historia de los juegos con un total de 292 preseas. Pero en la segunda edición, Rosario 1982, cuando igualmente fue sede, obtuvo el mayor número de medallas de oro ganadas en unos juegos con un total de 114 unidades doradas. 
Su peor desempeño fue en los juegos de Medellín 2010 cuando quedó en cuarto lugar, superado por Colombia que fue país sede para dichos juegos, Brasil y Venezuela.

### IXJuegos Suramericanos de 2010
Los deportistas por país más destacados que conquistaron más de una medalla en las competiciones deportivas realizadas en Medellín, Colombia de la novena edición de los juegos fueron:
| Clasificación del País | Clasificación del Total | Deportista            | País      | Disciplina     |   |   |   | Total |
| 1                      | 23                      | Fernanda Lauro Maria  | Argentina | Canotaje       | 3 | 2 | 1 | 6     |
| 2                      | 30                      | Daniel Alfredo Dal Bo | Argentina | Canotaje       | 3 | 1 | 0 | 4     |
| 2                      | 30                      | Andres Julio Javier   | Argentina | Esquí acuático | 3 | 1 | 0 | 4     |
| 4                      | 36                      | Amelia Fournel        | Argentina | Tiro olímpico  | 3 | 0 | 0 | 3     |
| 5                      | 59                      | Elena Zeid Cecilia    | Argentina | Tiro olímpico  | 2 | 1 | 1 | 4     |
| 6                      | 65                      | Laura Abalo           | Argentina | Remo           | 2 | 1 | 0 | 3     |
| 6                      | 65                      | Pablo Bergero Juan    | Argentina | Canotaje       | 2 | 1 | 0 | 3     |
| 8                      | 87                      | Cesar Felizia Daniel  | Argentina | Tiro olímpico  | 2 | 0 | 1 | 3     |
| 8                      | 87                      | Agustina Zerboni      | Argentina | Atletismo      | 2 | 0 | 1 | 3     |